# Comuna Gvozd, Sisak-Moslavina
Gvozd (sârbă Гвозд/Вргинмост) este o comună în cantonul Sisak-Moslavina, Croația, având o populație de 2.970 de locuitori (2011).

## Demografie
Componența etnică a comunei Gvozd
     Sârbi (66,53%)
     Croați (32,02%)
     Necunoscut (0,64%)
     Neclasificat (0,4%)
Componența confesională a comunei Gvozd
     Ortodocși (64,95%)
     Catolici (31,31%)
     Fără religie și atei (2,05%)
     Necunoscută (1,11%)
     Alte religii (0,57%)
Conform recensământului din 2011, comuna Gvozd avea 2.970 de locuitori. Din punct de vedere etnic, majoritatea locuitorilor (66,53%) erau sârbi, cu o minoritate de croați (32,02%). Apartenența etnică nu este cunoscută în cazul a 0,64% din locuitori. Din punct de vedere confesional, majoritatea locuitorilor (64,95%) erau ortodocși, existând și minorități de catolici (31,31%) și persoane fără religie și atei (2,05%). Pentru 1,11% din locuitori nu este cunoscută apartenența confesională.